# Nadčlověk

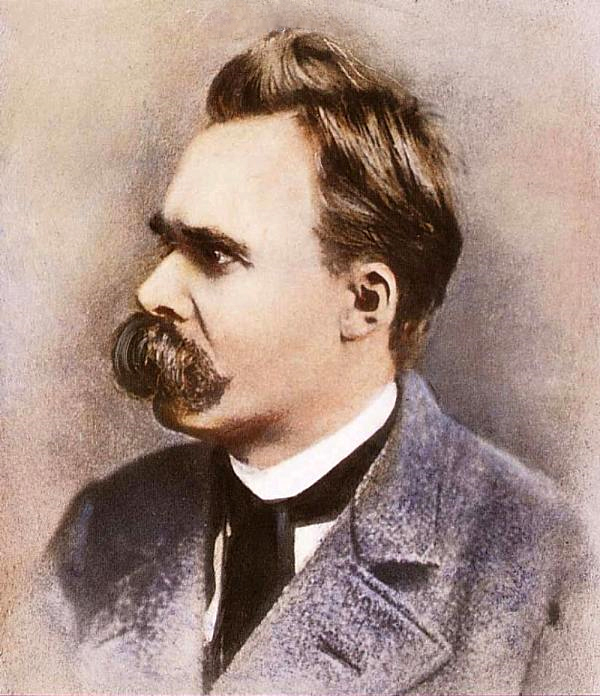
Filosof Friedrich Nietzsche

Nadčlověk (německy der Übermensch) je ústřední pojem vrcholného období filosofie Friedricha Nietzscheho, zejména v knize Tak pravil Zarathustra.

## Význam u Nietzscheho
Nietzsche vychází z evoluční teorie (evolucionismus) a předpokládá, že tak jako člověk vývojem „překonal“ své předchůdce, je třeba, aby i on sám byl překonán. Na rozdíl od předchozího spontánního vývoje k člověku se to však neobejde bez jeho aktivní účasti. Nietzsche proto vybízí své současníky, aby si jako cíl stanovili „překonání člověka“, aby se stali „mostem k nadčlověku“.
Nietzschův Zarathustra tvrdí, že „člověk je cosi, co má býti překonáno“ a ptá se: „Co jste vykonali, aby byl překonán?“
| „                     | Všechny bytosti dosud vytvořily něco nad sebe samy: a vy chcete býti odlivem tohoto velkého přílivu a raději snad se vrátit k zvířeti, než abyste překonali člověka? Čím je opice člověku? Posměchem nebo bolestným studem. A stejně má i člověk býti nadčlověku: posměchem nebo bolestným studem. Urazili jste cestu od červa k člověku, a leccos ve vás je posud červ. Kdysi jste byli opice, a i nyní je člověk opice — více než kterákoli opice. | “ |
| — Friedrich Nietzsche | |   |

O přesném významu a interpretaci pojmu nadčlověk i o tom, jaký význam mu sám Nietzsche přisuzoval, se mezi odborníky stále diskutuje.

## Původ slova a další osudy
Podobný pojem „nadčlověka“ (řec. hyperanthrópos) užil už v 1. století př. n. l. Dionýsios z Halikarnassu, ale už Lúkianos ho užívá ironicky, podobně jako později někteří němečtí teologové nebo Johann Wolfgang Goethe. Pojem se vyskytuje také u Herdera nebo u indického filosofa Sri Aurobindo. Začátkem 20. století jej převzali němečtí nacionalisté a někteří teoretici nacismu o něj opírali teorii o „panské rase“. Z hlediska současného pohledu na evoluci překvapuje, že Nietzsche neviděl, jak evoluce lidstva probíhá zejména v oblasti kulturní a společenské, takže ji chápal pouze jako individuální a myšlenkovou.